# Cis fiuzai
Cis fiuzai là một loài bọ cánh cứng trong họ Ciidae. Loài này được Almeida & Lopes-Andrade miêu tả khoa học năm 2004.